# Făget
Făget [fə'ʤet] (deutsch Fatschet, ungarisch Facsád) ist eine Kleinstadt im Kreis Timiș in der Region Banat in Rumänien.

## Geographische Lage

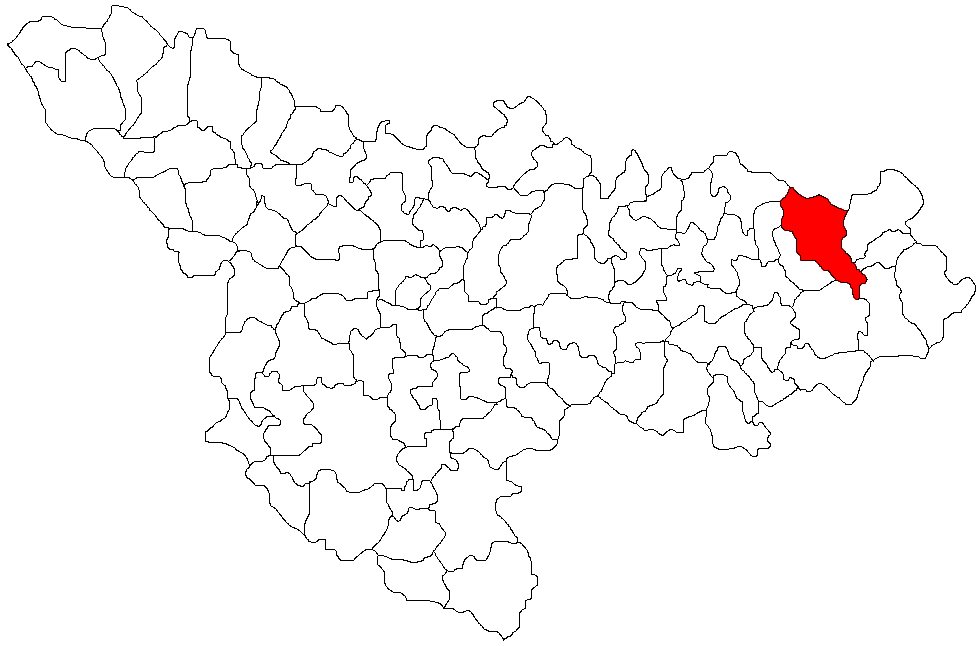
Lage von Făget im Kreis Timiș

Făget liegt im Südosten des Kreises Timiș, am Rande der Lugojer Ebene und wird von den Lippaer Hügeln und dem Poiana-Ruscă-Gebirge umgeben. Făget befindet sich an der Nationalstraße DN68, 33 Kilometer von Lugoj entfernt sowie an der Bahnstrecke Ilia-Lugoj.

## Nachbarorte
| Bata        | Birchiș                                     | Săvârșin |
| Bethausen   | Kompassrose, die auf Nachbargemeinden zeigt | Margina  |
| Traian Vuia | Fârdea                                      | Tomești  |

## Etymologie
Den Namen hat der Ort den zahlreichen Buchenwäldern (rum. păduri de fagi) in der Umgebung zu verdanken. Weitere Schreibweisen der Ortsbezeichnung waren im Laufe der Jahrhunderte: Fagyath (1548), Faczat (1594), Facsád (1595), castrum Fachiad, Fachat, Fachad, Fachiat (1595), Fachyath, Fachyath (1597), Facyad (1603),arx Fachaitt, Faczatt (1607), Fachiath (1608), Facsat (1616), appidum Oláh Facset, Wallachisch Fatschet (1808), German Facset, Vallách Facset (1828), Német-Facset, Oláh-Facset (1851), Facsét (1907), Făget seit 1918.

## Geschichte
Urkundlich wurde Făget 1548 anlässlich einer Schenkung des Adligen Ioan Bozwar an seine Tochter Dorothea erstmals erwähnt.
Zwischen 1594 und 1602 war Făget im Besitz des Bans von Lugoj. 1602 wurde die Festung von den Türken zerstört. Nach dem Frieden von Passarowitz am 21. Juli 1718 wurde das Banat nach 164 Jahren Türkenherrschaft der Habsburgermonarchie angeschlossen und als kaiserliche Kron- und Kammerdomäne der Wiener Reichsregierung unterstellt. Es begann die habsburgische Kolonisierung des Banats durch die sogenannten Schwabenzüge. 1767 wurden hier Deutsche angesiedelt und 1900 Ungarn. Als 1767 die ersten Deutschen in Făget angesiedelt wurden, zählte der Ort 37 Häuser. 1788 lebten bereits 50 deutsche Familien in Făget und es wurde der Ortsteil Deutsch-Fatschet (Făgetul German) gegründet. Im selben Jahr erhielt Făget Marktrecht.
Infolge des österreichisch-ungarischen Ausgleichs im Februar 1867 kam das Banat innenpolitisch unter ungarische Verwaltung. Es setzte eine gewaltige Magyarisierungswelle ein, die zu Beginn des 20. Jahrhunderts ihren Höhepunkt erreichte.
Am 4. Juni 1920 wurde das Banat infolge des Vertrags von Trianon dreigeteilt. Der größte, östliche Teil, zu dem auch Făget gehörte, fiel an das Königreich Rumänien.
Infolge des Waffen-SS Abkommens vom 12. Mai 1943 zwischen der Antonescu-Regierung und Hitler-Deutschland wurden alle deutschstämmigen wehrpflichtigen Männer in die deutsche Armee eingezogen.
Noch vor Kriegsende, im Januar 1945, fand die Deportation aller volksdeutschen Frauen zwischen 18 und 30 Jahren und Männer im Alter von 16 bis 45 Jahren zur Aufbauarbeit in die Sowjetunion statt.
Das Bodenreformgesetz vom 23. März 1945, das die Enteignung der deutschen Bauern in Rumänien vorsah, entzog der ländlichen Bevölkerung die Lebensgrundlage. Der enteignete Boden wurde an Kleinbauern, Landarbeiter und Kolonisten aus anderen Landesteilen verteilt. Anfang der 1950er Jahre wurde die Kollektivierung der Landwirtschaft eingeleitet. Durch das Nationalisierungsgesetz vom 11. Juni 1948, das die Verstaatlichung aller Industrie- und Handelsbetriebe, Banken und Versicherungen vorsah, fand die Enteignung aller Wirtschaftsbetriebe unabhängig von der ethnischen Zugehörigkeit statt.
Am 5. Juli 1994 wurde Făget zur Stadt erhoben. Im Jahr 2007 hatte die Stadt 7252 Einwohner.

## Wirtschaft
Făget war ein wichtiger Verkehrsknotenpunkt zwischen dem Banat und Siebenbürgen. Hier befand sich die Zollstelle nach Siebenbürgen. Die wichtigsten Wirtschaftszweige sind die Herstellung von Lederwaren und die Holzverarbeitung. Desgleichen ist die Lebensmittelindustrie und die Töpferei verbreitet.

## Demografie
| Volkszählung | Volkszählung | Ethnie  | Ethnie   | Ethnie   | Ethnie | Ethnie | Ethnie             | Ethnie |
| ------------ | ------------ | ------- | -------- | -------- | ------ | ------ | ------------------ | ------ |
| Jahr         | Einwohner    | Rumänen | Deutsche | Magyaren | Roma   | Serben | Andere             |        |
| 1880         | 6516         | 5576    | 401      | 482      | -      | 24     | 33                 |        |
| 1900         | 7642         | 6217    | 468      | 900      | -      | 10     | 47                 |        |
| 1930         | 8024         | 6290    | 265      | 1343     | 32     | 2      | 92                 |        |
| 1977         | 7868         | 7011    | 104      | 529      | 65     | 5      | 154 (138 Ukrainer) |        |
| 1992         | 7722         | 6888    | 113      | 437      | 81     | 2      | 201 (186 Ukrainer) |        |
| 2002         | 7201         | 6604    | 61       | 312      | 14     | 2      | 208                |        |
| 2011         | 6761         | 6040    | 44       | 260      | 65     | 2      | 350 (141 Ukrainer) |        |
| 2021         | 6595         | 5704    | 15       | 147      | 69     | 2      | 658 (105 Ukrainer) |        |

## Persönlichkeiten
- Ernő Nagy (1898–1977), Fechter
- Traian Iancu (1923–1997), Vorsitzender des Schriftstellerverbands Rumäniens[6]

## Städtepartnerschaften
- Szekszárd, Ungarn
- Mirebellois, Frankreich
- Cervinara, Italien